# بير فراندسن
بير فراندسن (بالدنماركية: Per Frandsen)‏ (مواليد 6 فبراير 1970) هو لاعب كرة قدم. يلعب مع منتخب الدنمارك لكرة القدم. سبق له أن لعب في كأس العالم لكرة القدم مع منتخب بلاده.

## مسيرته الكروية
لعب بير فراندسن خلال مسيرته الاحترافية مع 6 أندية في ثمانية عشر موسمًا وسجل خلالها 98 هدفًا ضمن 519 مباراة. حيث فاز في موسم واحد بالكأس ولم يفز بأي دوري.
خاض بير فراندسن مسيرته مع نادي بولدكلوبين 1903 في عامي 1989-1991 ولمدة موسمين، مشاركًا في 50 مباراة سجل خلالها 24 هدفًا. ثم انتقل إلى نادي ليل في موسم 1990–91 ليلعب معه أربعة مواسم، حيث شارك في 109 مباراة سجل خلالها 19 هدفًا. لينتقل بعدها إلى نادي كوبنهاغن في موسم 1994–95 ولمدة موسمين، مشاركًا في 55 مباراة سجل خلالها 19 هدفًا أيضًا. ثم انتقل إلى نادي بولتون واندررز في موسم 1996–97 في المرة الأولى ليلعب معه أربعة مواسم ثم في موسم 2000–01 ليلعب معه أربعة مواسم، مشاركًا طوالها في 265 مباراة سجل خلالها 30 هدف. هذا وانتقل لاحقًا إلى نادي بلاكبيرن روفرز في موسم 1999–00 لمدة موسم واحد، مشاركًا في 31 مباراة سجل خلالها 5 أهداف. ثم انتقل بعدها إلى نادي ويغان أتلتيك في موسم 2004–05 لمدة موسم واحد، مشاركًا في 9 مباريات سجل خلالها هدفًا واحدًا.

## روابط خارجية
- بير فراندسن على موقع الاتحاد الدولي (مؤرشف)  (الإنجليزية)
- بير فراندسن على موقع قاعدة بيانات كرة القدم.إي يو (الإنجليزية)
- بير فراندسن على موقع ناشيونال فوتبول تيمز (الإنجليزية)
- بير فراندسن على موقع Soccerbase.com (لاعب) (الإنجليزية)
- بير فراندسن على موقع Soccerway.com (الإنجليزية)
- بير فراندسن على موقع عالم كرة القدم.نت (الإنجليزية)
- بير فراندسن على موقع كووورة
- بير فراندسن على موقع أوليمبيديا (الإنجليزية)